# Relations entre le Brésil et l'Uruguay
Les relations entre le Brésil et l'Uruguay sont les relations diplomatiques entre la république fédérative du Brésil et la république orientale de l'Uruguay. Les deux pays partagent une frontière commune longue de 985 kilomètres.
Le Brésil a une ambassade à Montevideo et l'Uruguay a une ambassade à Brasilia.